# 한국아마추어무선연맹
한국아마추어무선연맹(Korean Amateur Radio League, KARL)은 정당한 아마추어무선통신과 실험을 장려 지도하고, 무선통신 분야의 기술향상과 이의 보급 및 천재지변 등 긴급한 재해발생 시에 통신지원과 인명구조 및 구호활동을 하며 무선국을 통한 사회봉사와 회원 권익 및 상호간의 친목을 도모함을 목적으로 설립된 대한민국 과학기술정보통신부 소관의 사단법인이다.
1955년 4월 20일에 설립되었으며, 경기도 용인시 처인구 중부대로 1584에 본부가 있다. 전국에 19개의 지역본부가 있으며, 전국에 2만여명의 회원을 두고 있다.

## 연혁
한국아마추어무선연맹은 무허가 햄이 많았던 서울대학교 학생들이 중심이 되어 설립되었다. 1959년 7월 서울대학교 문리과대학에 실험무선국 HL2AA의 호출부호로 최초의 아마추어 무선국이 허가되었다. 1959년 6월 2일 한국아마추어무선연맹 이사장 앞으로 최초의 단체 아마추어무선국 HL9TA가 허가되었다.

## 같이 보기
- 국제아마추어무선연맹(IARU)
- 미국아마추어무선연맹(ARRL)